# Округ Харисон (Индијана)
Округ Харисон (енгл. Harrison County) је округ у америчкој савезној држави Индијана.

## Демографија
По попису из 2010. године број становника је 39.364, што је 5.039 (14,7%) становника више него 2000. године.
| Група             | 2000.          | 2010.          |
| Белци             | 33.518 (97,6%) | 37.984 (96,5%) |
| Афроамериканци    | 126 (0,4%)     | 178 (0,5%)     |
| Азијати           | 71 (0,2%)      | 155 (0,4%)     |
| Хиспаноамериканци | 331 (1,0%)     | 581 (1,5%)     |
| Укупно            | 34.325         | 39.364         |